# پیشاتاریخ آناتولی
دوره ماقبل تاریخ آناتولی (انگلیسی: Prehistory of Anatolia) یا دوره پیش از تاریخ آناتولی از دوران پارینه‌سنگی تا ظهور تمدن اروپای دوران باستان در اواسط هزاره اول قبل از میلاد امتداد دارد. به‌طور کلی در نظر گرفته می‌شود که به سه دوره تقسیم می‌شود که منعکس کننده مواد غالب مورد استفاده برای ساخت ادوات و سلاح‌های خانگی است: عصر سنگ، عصر برنز و عصر آهن. اصطلاح مس‌سنگی (کالکولیتیک) برای نشان دادن دوره‌ای که در میان عصر سنگ و برنز قرار گرفته‌است به کار می‌رود.